# Olmeto
Olmeto é uma comuna francesa na região administrativa de Córsega, no departamento de Córsega do Sul. Estende-se por uma área de 43,82 km². 